# Edoardo Crespi
Edoardo Crespi Pozzi (nacido el 3 de octubre de 1849 en Milán, fallecido el 15 de marzo de 1910 en Milán), fue un ajedrecista y mecenas italiano.

## Trayectoria como ajedrecista
En 1880 fundó la Sociedad de Ajedrez de Milán, de la que fue el primer Campeón y Presidente desde 1883. En 1881 fue 4º en el 3º Campeonato Nacional de Italia en Milán. En este torneo realizó una variante de la defensa francesa, que más tarde se conoció como el "Ataque Fritz" (del encuentro Fritz- Mason , Núremberg 1883). También utilizó esta variante en su encuentro con Moorer, en Londres en 1883. A raíz de esta variante, mantuvo discrepancias con el teórico alemán Oskar Cordel, sobre quién ideó antes esta variante.
En 1885 fue vencedor en Lombardía del "Torneo della Patriottica".
En 1887 se trasladó a Alemania, donde jugó y ganó en Fráncfort del Meno jugando en una partida múltiple, entre Richter/Seeger/Rosen (Blancas)-Bauer/Barnes/Crespi.
En junio de 1888 se enfrentó en Berlín con Theodor von Scheve, con el que pierde por -4, en la primera vez que jugaba con reloj (al qu califica de "diabólico"). También juega con Max Harmonist, con el resultado de (+1 -2 =4). En 1889 ganó en Colonia a Franz Gutmayer y w. Hauptmann. Por estos resultados, el diario alemán Vossische Zeitung,  le puso el apelativo de "Italienische Schachmeister". En 1901 quedó 2º en el Torneo de Venecia.
A su muerte dejó en su testamento a la Biblioteca Braidense de Milán su extensa biblioteca sobre Ajedrez, y una aportación a la Sociedad Milanesa de Ajedrez para la celebración de un torneo cada cuatro años.